# جوزيفينه المغنية، أو شعب الفئران
جوزيفينه المغنية، أو شعب الفئران (بالألمانية: Josefine, die Sängerin oder Das Volk der Mäuse) قصة قصيرة ألمانية من تأليف الكاتب التشيكي فرانز كافكا، وهي آخر قصة من تأليفه. نشرت للمرة الأولى في عام 1924 بعد فترة قصيرة من وفاة كافكا ضمن مجموعة القصص القصيرة «فنان جوع» (Ein Hungerkünstler) صادرة عن دار نشر دي شميده. تتعامل القصة مع العلاقة بين فنان وجمهوره.

## وصلات خارجية
- جوزيفينه المغنية، أو شعب الفئران، على ويكي مصدر الألمانية.
- جوزيفينه المغنية، أو شعب الفئران، على كتب جوجل.
- جوزيفينه المغنية، أو شعب الفئران، على الفهرس العالمي.
- جوزيفينه المغنية، أو شعب الفئران، على AbeBooks.
- جوزيفينه المغنية، أو شعب الفئران، على جود ريدز.